# Sandi Putros
Sandi Putros (27 ottobre 1987) è un arbitro di calcio danese.

## Biografia
Possiede la cittadinanza iraniana.

## Carriera
Divenuto internazionale nel 2021, arbitra il suo primo match in Europa l'8 luglio 2021, tra Stjarnan e Bohemians valido per le qualificazioni di Europa Conference League. Il 3 aprile 2023 dirige una partita del campionato cipriota di calcio, nell'incontro di poule scudetto tra AEK Larnaca e APOEL.
Il 7 gennaio 2024 arbitra il derby di Salonicco tra Arīs Salonicco e PAOK.